# 정찬성 (배우)
정찬성(1982년 4월 24일 ~ )은 대한민국의 배우이다.

## 학력
- 한국외국어대학교 정보통신공학

## 출연작

### 드라마
- 《하이드 지킬, 나》(SBS, 2015년)
- 《너희들은 포위됐다》(SBS, 2014년) - 성형외과 의사 역
- 《잘 키운 딸 하나》(SBS, 2013년) - 최 비서 역
- 《유령》(SBS, 2012년) - 세이프텍직원 역
- 《넝쿨째 굴러온 당신》(KBS2, 2012년) - 비서실장 역
- 《하이킥! 짧은 다리의 역습》(MBC, 2011년)
- 《웃어요, 엄마》(SBS, 2010년)
- 《아테나: 전쟁의 여신》(SBS, 2010년)
- 《이레자이온》(KBS2, 2006년) - 토력 역
- 《쾌걸 춘향》(KBS2, 2005년) - 강준 역

### 영화
- 《인천상륙작전》(2016년) - 사령관 보초병2 역
- 《소수의견》(2015년) - 수사관 역
- 《베일》(2013년) - 민수 역
- 《동창생》(2013년) - 연락관경호원 역
- 《전설의 주먹》(2013년) - 국정원요원 역

### 광고
- 우리은행
- 올레KT
- KTF
- 생생감자
- SK텔레콤
- 올림푸스

### 뮤직비디오
- 브라운아이즈소울 - 정말 사랑했을까

## 음반
- 총각들 - 싹트네(2015년)